# Ерулски манастир
Ерулският манастир „Света Троица“ е периодично действащ манастир на Българската православна църква. Част е от Трънската духовна околия на Софийската епархия, а териториално е част от Община Трън.

## Разположение
Ерулският манастир се намира в подножието на Ерулска планина, на отклонение вляво по пътя между село Душинци и село Ерул. Намира се на около 3,5 км от Душинци и на около 4 км от Ерул, в дере в местността Манастира, на 1100 метра надморска височина. Поради близостта си и със село Душинци, манастирът се среща и като Душински манастир. Това е един от трите манастира в Ерулска планина, наред с Одранишкия манастир „Свети Свети Петър и Павел“ и Глоговишкия манастир „Свети Николай“.

## История
Според исторически източници, на мястото се е намирал малък православен манастир, датиран към Второто българско царство между XI и XIV век. Многократно разрушавана изцяло или частично по време на османското владичество, църквата му е последно възстановена през 1892 година и осветена през 1900 година, а вляво над входа е запазен надпис от предишното възстановяване на храма, който гласи „1802 г., 10 юни“. Църквата е реновирана през 2006 година със средства, отпуснати от Национален дарителски фонд „13 века България“.
Пред входа на църквата са израстнали две вековни дървета – бук и ясен, и според легендата на това място турците посекли най-красивата девойка на село Ерул, Бука, и нейният любим Ясен.

## Архитектура
Манастирската черква е еднокорабна, едноапсидна и без притвор, с размери 10,50 на 5,60 метра, с опростена архитектура без орнаментика. Съотношението на височината към ширината на сградата е 1 : 1. Наосът на църквата е правоъгълен, завършващ с полукръгла аспида и покрит с полуцилиндричен свод.
Църквата има два входа – от запад и от юг, като се използва западният вход. Северната страна е без прозорци, но с няколко ниши, които облекчават носещата конструкция. Църковният олтар е скрит от дървен иконостас с резбована плетеница от цветя. Изцяло оцветеният иконостас компенсира липсата на рисувани икони по стените с иконите и цветните си щампи, разделени с оцветени разделителни рамки.
Отвън до входа се намира ритуален каменен жертвеник, наричан „Престола“. Над входната врата на църквата се намира храмова икона на Света Троица.
На около 35 – 40 метра от входа на църквата има извор с голям дебит. В близост личат останки от по-стара църква и монашеска сграда. На североизток от църквата се намира сградата на някогашното селско училище.
Мраморна паметна плоча с имената на загиналите през войните жители на село Ерул в миналото е била монтирана вдясно от входа на църквата, но към 2022 г. вече стои на самостоятелен постамент в близост до входа на манастирския комплекс. Друга паметна плоча – на баба Ангелина, посветила се на възстановяването на манастира през XXI век, е поставена на жилищната постройка над извора.

## Галерия
- Храмовата икона
- Иконостасната икона "Света Троица"
- Иконостасната икона "Света Богородица"
- Иконостасната икона "Иисус Христос Вседържател"
- Иконостасната икона "Успение Богородично"
- Манастирският извор
- Жилищната постройка с паметна плоча на Баба Ангелина
- Паметната плоча на загиналите през войните жители на Ерул